# Campionati mondiali di ginnastica aerobica 1996
I Campionati mondiali di ginnastica aerobica 1996 sono stati la 2ª edizione della competizione organizzata dalla Federazione Internazionale di Ginnastica.
Si sono svolti a L'Aia, nei Paesi Bassi, dal 19 al 20 ottobre 1996.

## Medagliere
| Pos.   | Nazione       | Oro | Argento | Bronzo | Totale |
| ------ | ------------- | --- | ------- | ------ | ------ |
| 1      | Brasile       | 1   | 1       | 1      | 3      |
| 2      | Corea del Sud | 1   | 1       | 0      | 2      |
| 3      | Spagna        | 1   | 0       | 0      | 1      |
| 3      | Romania       | 1   | 0       | 0      | 1      |
| 5      | Australia     | 0   | 1       | 0      | 1      |
| 5      | Bulgaria      | 0   | 1       | 0      | 1      |
| 7      | Francia       | 0   | 0       | 1      | 1      |
| 7      | Ungheria      | 0   | 0       | 1      | 1      |
| 7      | Russia        | 0   | 0       | 1      | 1      |
| Totale | Totale        | 4   | 4       | 4      | 12     |

## Podi
| Evento                | Oro            | Argento          | Bronzo          |
| Individuale maschile  | Kwang-Soo Park | Kalojan Kaloinov | Claudio Franzen |
| Individuale femminile | Isamara Secati | Juanita Little   | Chloe Maigre    |
| Coppia mista          | Spagna         | Brasile          | Russia          |
| Trio                  | Romania        | Corea del Sud    | Ungheria        |